# Heredia (distrito)
Heredia es un distrito y ciudad cabecera del cantón de Heredia, Provincia de Heredia, Costa Rica. Se ubica a unos 10 km al noroeste de San José.

## Historia
La ciudad se originó a principios del siglo xviii alrededor de una ayuda de parroquia, con el nombre de Cubujuquí. En 1763 recibió oficialmente la denominación de villa de Heredia, aunque dicho título fue revocado en 1779. Posteriormente, fue conocida popularmente como Villa Vieja, denominación que fue prohibida por las autoridades en 1801. En 1813, las Cortes españolas le restituyeron el título de villa.
Heredia es conocida popularmente como "La Ciudad de las Flores", apodo que se atribuye tanto al apellido Flores —perteneciente a una familia influyente en la región— como al paisaje natural y a los jardines que adornaban las viviendas de la localidad.
De diciembre de 1821 a abril de 1823 la villa de Heredia, que apoyaba la anexión incondicional al Imperio Mexicano, estuvo separada de Costa Rica y sometida voluntariamente a las autoridades de León, Nicaragua. En abril de 1823 se reincorporó voluntariamente a Costa Rica y se abstuvo de enviar diputados al Congreso constituyente convocado por las nuevas autoridades de León después de la caída del Imperio.
El 11 de noviembre de 1824, durante el gobierno del primer jefe de Estado Juan Mora Fernández, el Congreso Constituyente de Costa Rica concedió a Heredia el título de ciudad.
En agosto de 1835, al ser derogada la llamada Ley de la Ambulancia, Heredia se convirtió en sede de los Poderes Legislativo y Conservador y capital del Estado de Costa Rica, aunque los Poderes Ejecutivo y Judicial fueron ubicados en la ciudad de San José.
En la segunda guerra civil costarricense, llamada Guerra de la Liga, que enfrentó a San José con la sublevación de Cartago, Alajuela y Heredia, ésta tuvo un papel significativo, ya que uno de los principales vecinos de la ciudad, Nicolás Ulloa Soto, fue proclamado Dictador de la Liga y cabeza formal de los insurrectos. Las tropas heredianas y alajuelense ocuparon el llano del Murciélago, al norte de San José, pero se retiraron a de allí al enterarse de que los josefinos habían tomado Cartago. Poco después, las tropas josefinas cruzaron el río Virilla, derrotaron rápidamente a los rebeldes y ocuparon Heredia y Alajuela. A pesar de estos hechos, Heredia conservó la condición de capital de Costa Rica hasta 1838, año en que el jefe de Estado Braulio Carrillo Colina concentró de hecho todos los poderes en San José.

## Geografía
Heredia cuenta con un área de 2,86 km² y una altitud media de 1172 m s. n. m.

## Demografía
Para el año 2022, Heredia cuenta con una población estimada de 16 686 habitantes, y para el último censo efectuado, en 2011, Heredia contaba con una población de 18 697 habitantes.
La ciudad de Heredia se convierte en el centro de la actividad económica del cantón y de la provincia en general, esto sumado al creciente comercio de la ciudad ha reducido el espacio habitacional, por lo cual, los distritos circundantes como lo son: Mercedes, Ulloa y San Francisco concentran la población activa cercana. Toda esta población junta, pasa a ser de alrededor de 118,470 casi el cuádruple. Incluso, los cantones de la provincia Barva, Santo Domingo, San Rafael, San Pablo, Flores, Belén, Santa Bárbara y San Isidro le sirven como suburbios; formando el Área Metropolitana de Heredia.

## Asentamientos

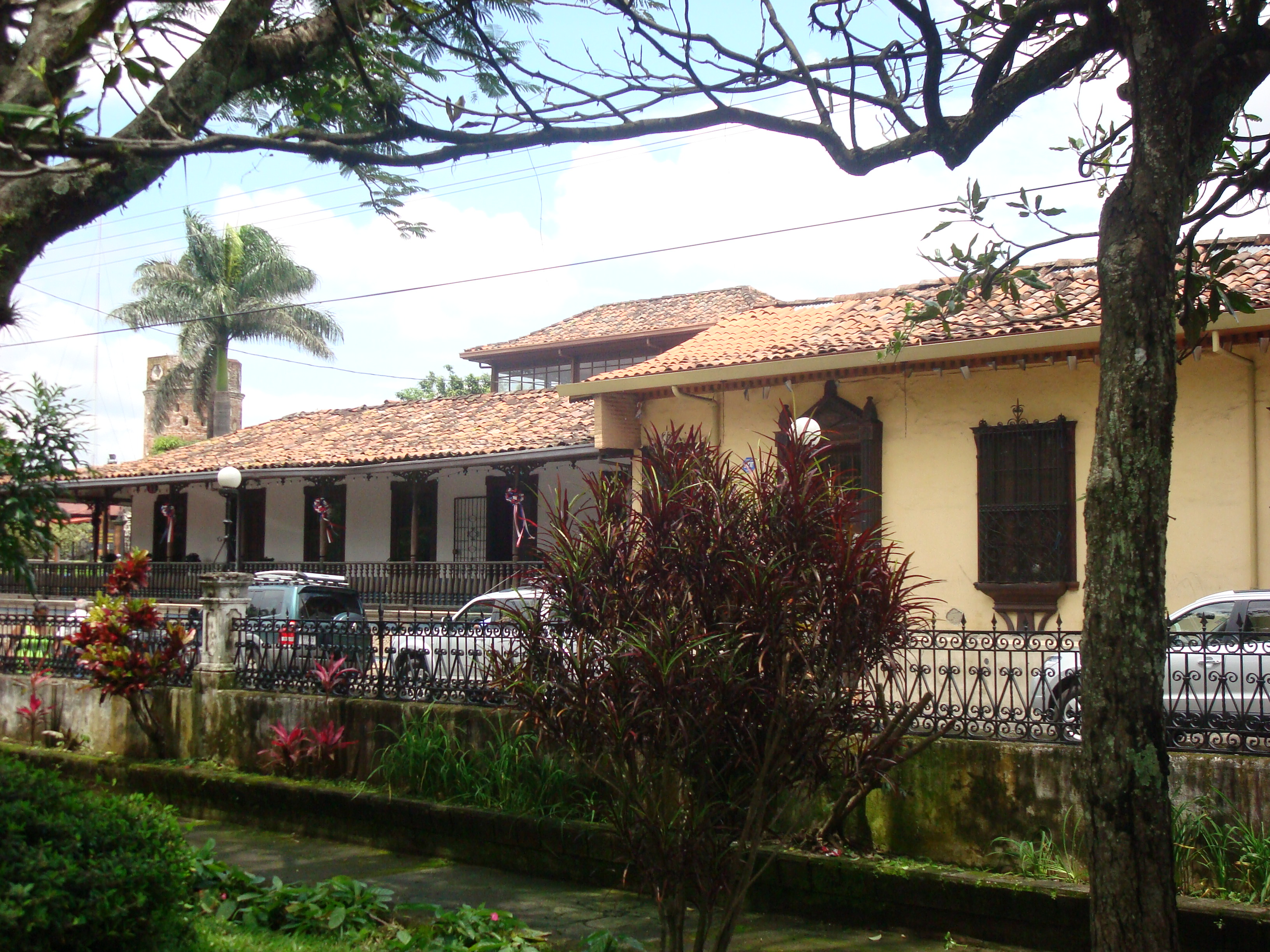
Centro de Heredia.

Heredia se encuentra dividida en los siguientes barrios: Ángeles, Carmen, Corazón de Jesús, Chino, Estadio, Fátima, Guayabal, Hospital, India, María Auxiliadora (parte), Oriente, Pirro, Puebla (parte), Rancho Chico, San Fernando, San Vicente.

## Arquitectura
El símbolo de la ciudad es el Fortín, una construcción de unos trece metros de altura que data de 1876 y que fue diseñada por Fadrique Gutiérrez, un escultor, dibujante y fotógrafo local quien además fungía como Comandante de Plaza de la ciudad. Por decreto de 2 de noviembre de 1974, el fortín fue declarado Monumento Nacional.
Destacan también en el centro histórico de Heredia la Casa de la Cultura, el Parque Central, el Liceo de Heredia, la Escuela República de Argentina y la Iglesia Parroquial.
La colocación de la primera piedra e inicio de la construcción del Templo Parroquial de la Inmaculada en Heredia, data del 31 de octubre de 1797 y según parece, ya prestaba servicio para el año 1806. El terremoto de 1851 el 18 de marzo, destruyó la fachada que luce actualmente, levantada no en la misma línea de torres, sino más adelantada.
El 1 de febrero de 1879, Monseñor Luis Bruschetti, delegado apostólico, bendijo solemnemente el majestuoso templo ya debidamente terminado. Finalmente, el 18 de marzo de 1880 el mismo Obispo realizó la consagración del templo.

## Clima
La temperatura media  en Heredia es de 23 °C (73 °F), el máximo es de 30 °C (84 °F) y la mínima de 17 °C (62 °F). La tasa de lluvia es de entre 2500 y 3500 mm por año. La estación seca dura de diciembre a marzo y la temporada de lluvias de mayo a octubre. Sin embargo, en julio la lluvia disminuye y aumenta la temperatura, este evento se llama pequeño verano y dura alrededor de tres semanas.
La ciudad  de Heredia  está muy cerca de la ciudad San José, por eso el clima de las dos ciudades son casi iguales.
| Parámetros climáticos promedio de Heredia | Parámetros climáticos promedio de Heredia | Parámetros climáticos promedio de Heredia | Parámetros climáticos promedio de Heredia | Parámetros climáticos promedio de Heredia | Parámetros climáticos promedio de Heredia | Parámetros climáticos promedio de Heredia | Parámetros climáticos promedio de Heredia | Parámetros climáticos promedio de Heredia | Parámetros climáticos promedio de Heredia | Parámetros climáticos promedio de Heredia | Parámetros climáticos promedio de Heredia | Parámetros climáticos promedio de Heredia | Parámetros climáticos promedio de Heredia |
| Mes                                       | Ene.                                      | Feb.                                      | Mar.                                      | Abr.                                      | May.                                      | Jun.                                      | Jul.                                      | Ago.                                      | Sep.                                      | Oct.                                      | Nov.                                      | Dic.                                      | Anual                                     |
| ----------------------------------------- | ----------------------------------------- | ----------------------------------------- | ----------------------------------------- | ----------------------------------------- | ----------------------------------------- | ----------------------------------------- | ----------------------------------------- | ----------------------------------------- | ----------------------------------------- | ----------------------------------------- | ----------------------------------------- | ----------------------------------------- | ----------------------------------------- |
| Temp. máx. media (°C)                     | 24.3                                      | 25.1                                      | 26.4                                      | 26.7                                      | 25.8                                      | 25.1                                      | 24.8                                      | 24.8                                      | 24.9                                      | 24.7                                      | 24.4                                      | 24                                        | 25.1                                      |
| Temp. mín. media (°C)                     | 14.6                                      | 14.6                                      | 14.6                                      | 15                                        | 15.7                                      | 15.5                                      | 15.7                                      | 15.4                                      | 15                                        | 15.1                                      | 15.5                                      | 15.4                                      | 15.2                                      |
| Precipitación total (mm)                  | 20.4                                      | 21.7                                      | 47.8                                      | 110.1                                     | 333.1                                     | 327.8                                     | 199.5                                     | 241.6                                     | 410.8                                     | 424.6                                     | 182.4                                     | 54.5                                      | 2374.3                                    |
| Fuente: Instituto Meteorológico Nacional  |                                           |                                           |                                           |                                           |                                           |                                           |                                           |                                           |                                           |                                           |                                           |                                           |                                           |

## Atractivos

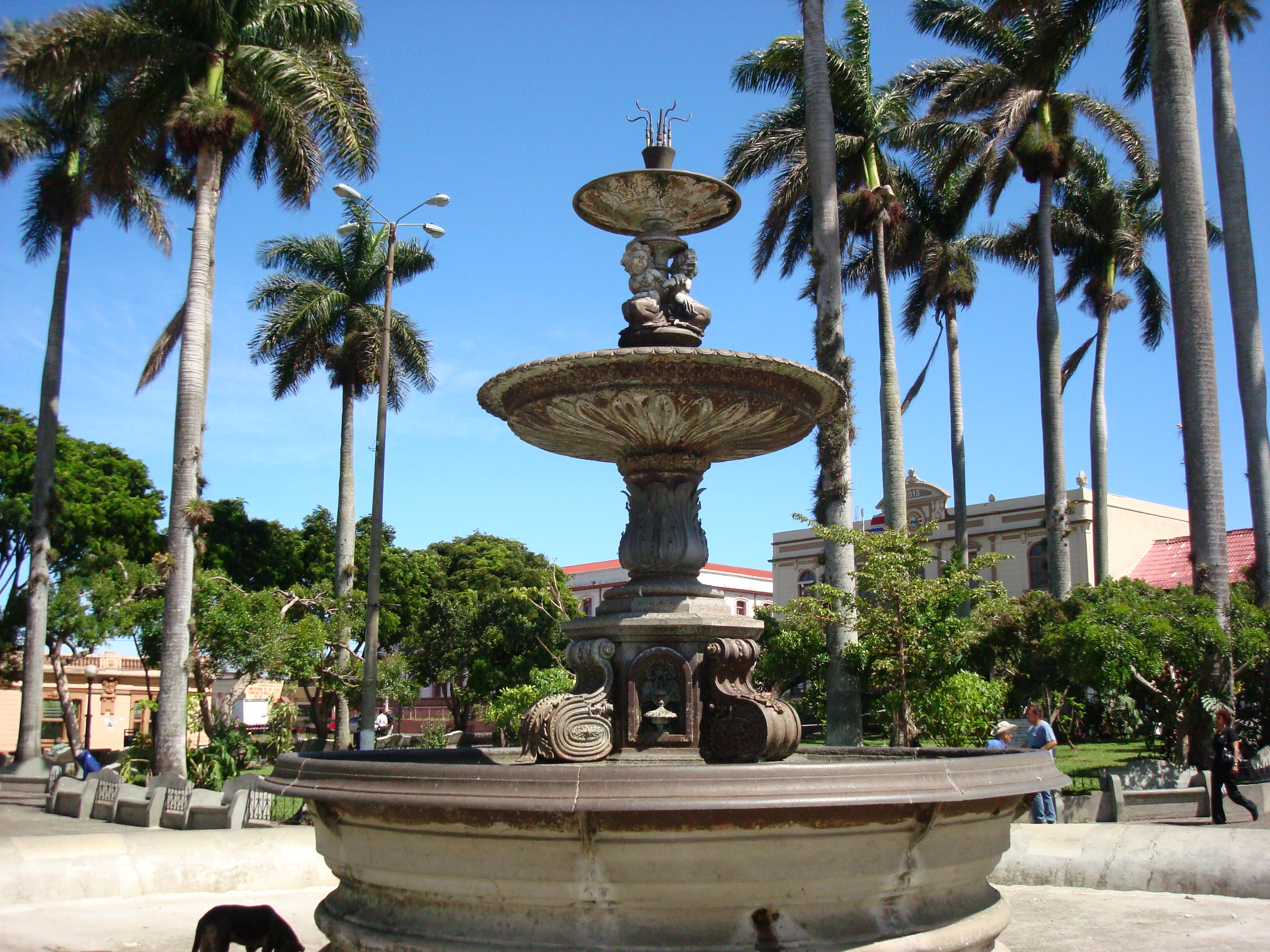
Parque Central de Heredia.

La ciudad de Heredia cuenta con varios atractivos como su centro histórico compuesto principalmente por la Escuela República Argentina, el edificio de Correos y Telégrafos, La Casa de la Cultura, la iglesia La Inmaculada, el fortín y el edificio del Liceo de Heredia. Estos inmuebles se encuentran en una misma línea que recorre unos 300 metros.

## Transporte

### Carreteras
Al distrito lo atraviesan las siguientes rutas nacionales de carretera:
- Ruta nacional 3
- Ruta nacional 5
- Ruta nacional 112
- Ruta nacional 113
- Ruta nacional 126
- Ruta nacional 171

### Ferrocarril
El Tren Interurbano administrado por el Instituto Costarricense de Ferrocarriles, atraviesa este distrito.

## Educación
A partir de 1914, Heredia comienza a adquirir una nueva fisonomía, gracias al gobierno de don Alfredo González Flores y la creación de la Escuela Normal (hoy Liceo de Heredia), centro de la intelectualidad costarricense desde esa fecha hasta 1940, en que se funda la Universidad de Costa Rica (en Montes de Oca, San José).

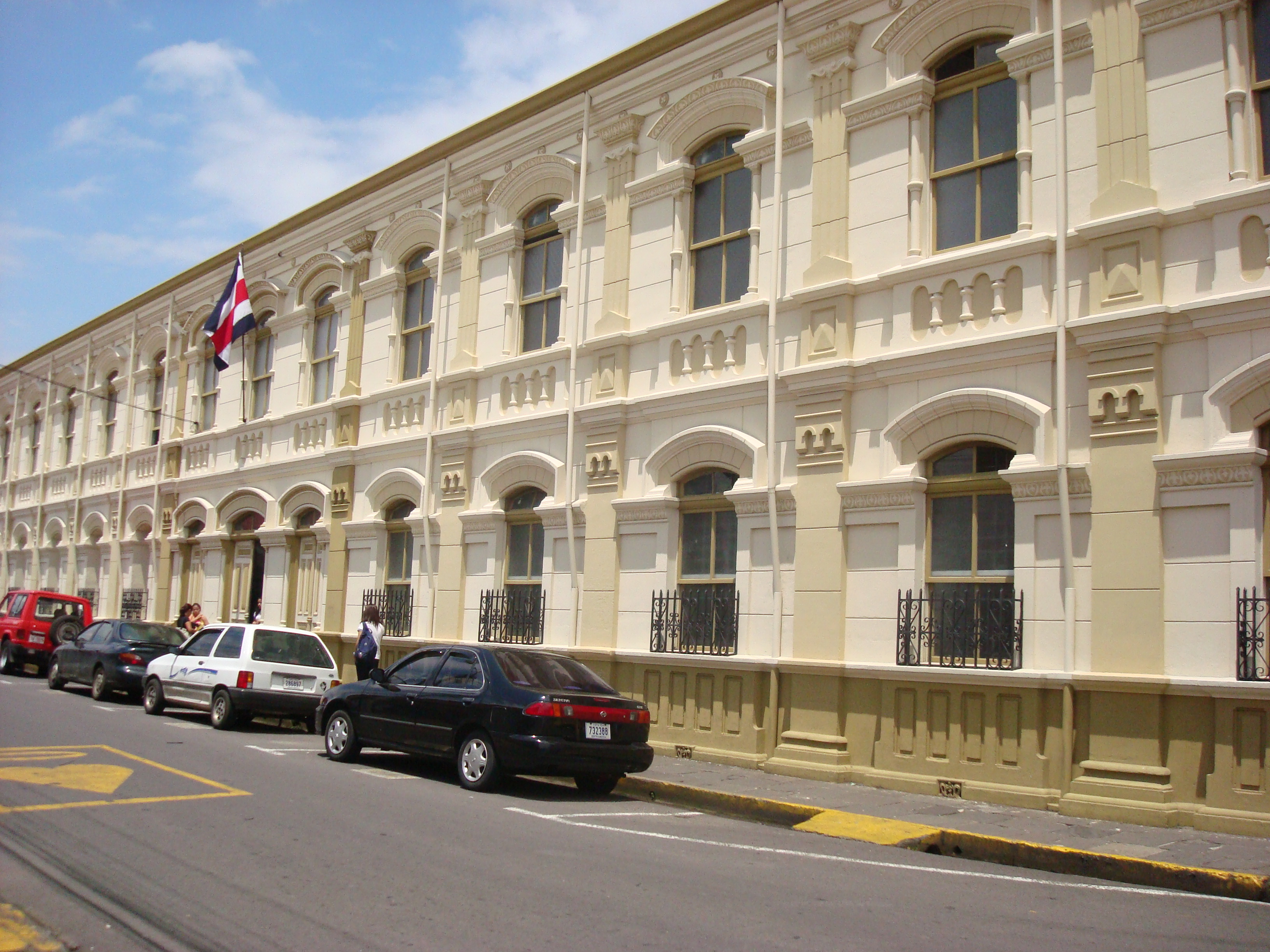
Liceo de Heredia.

El 2 de agosto de 1915, la Escuela Normal de Costa Rica deja el local donde hoy funciona la Escuela Braulio Morales, para instalarse en su propio edificio que aún no estaba concluido. Este es el que actualmente ocupa el Liceo de Heredia con ampliaciones hechas en años posteriores.

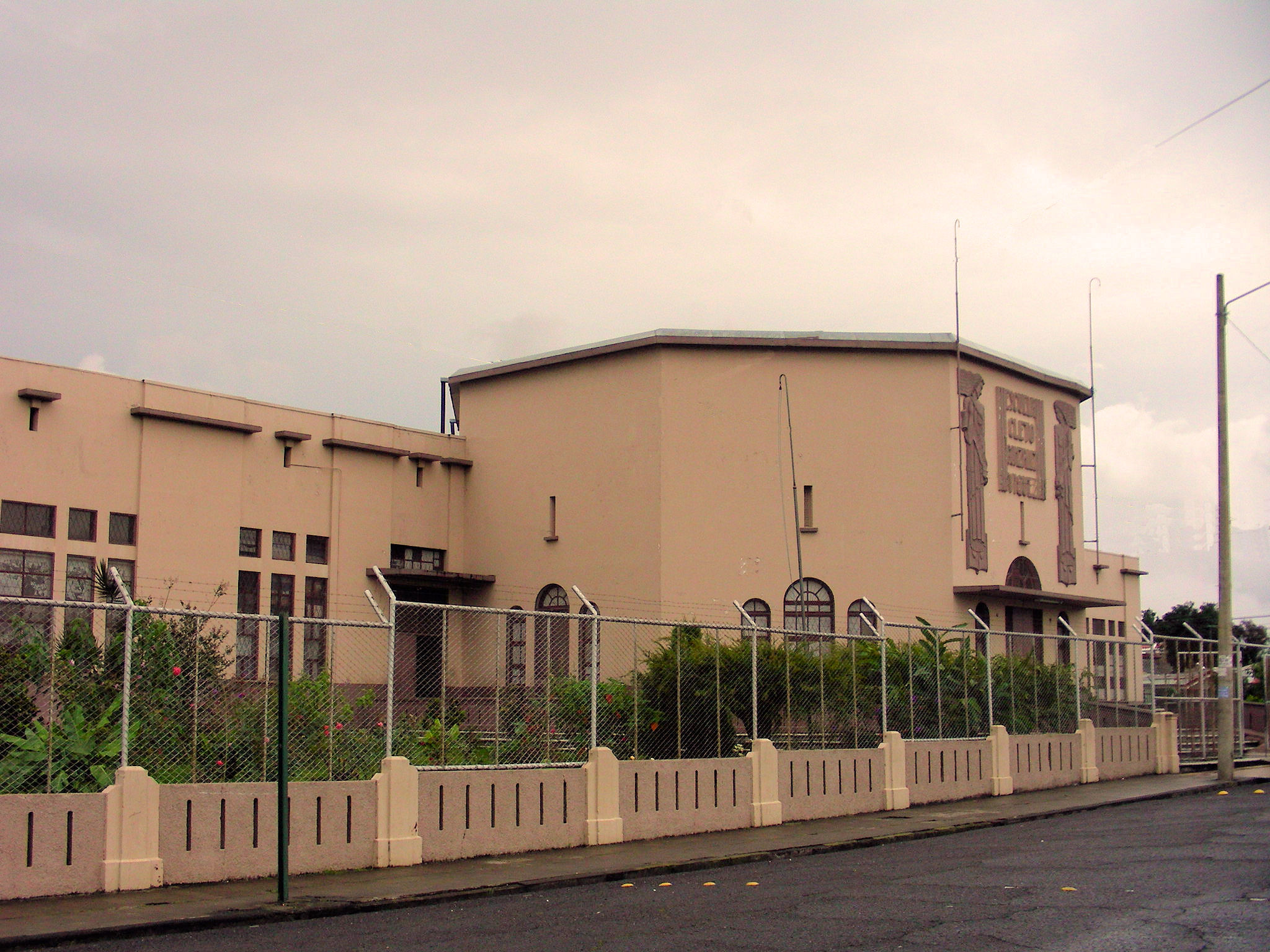
Escuela Cleto González Víquez.

## Deportes
La ciudad de Heredia es la sede del Club Sport Herediano, equipo de fútbol de la Primera División de Costa Rica. Es el tercer equipo a nivel nacional con títulos obtenidos sumando un total de 30 campeonatos, el último ganado el 27 de diciembre de 2024.
En Heredia se encuentra el Palacio de los Deportes en el cual se llevan a cabo eventos importantes. Cuenta con espacio para la práctica de la natación, baloncesto y la gimnasia.

## Galería

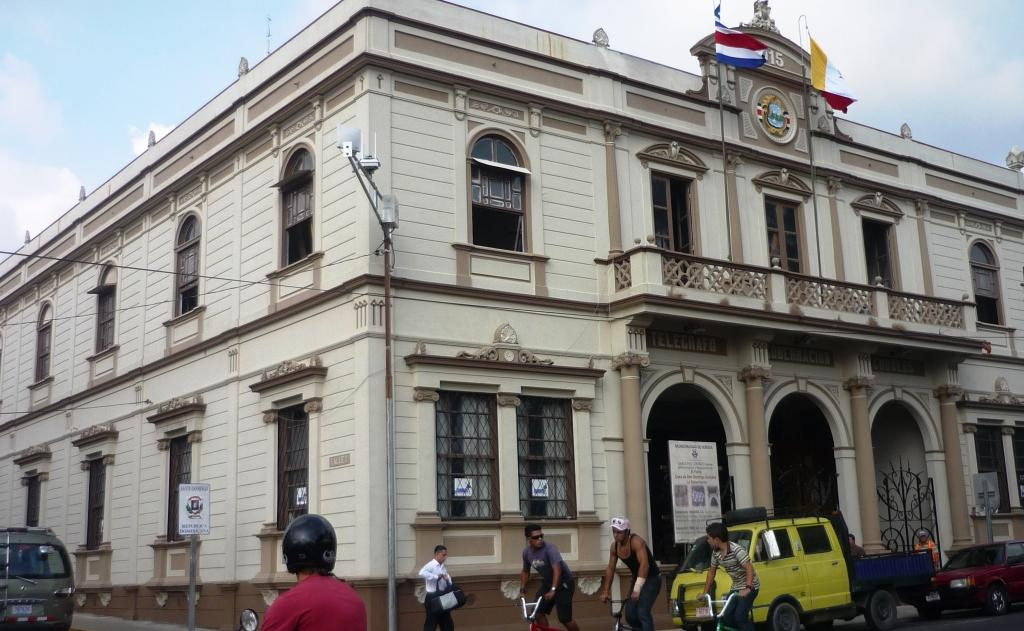
Edificio de Correos. Heredia
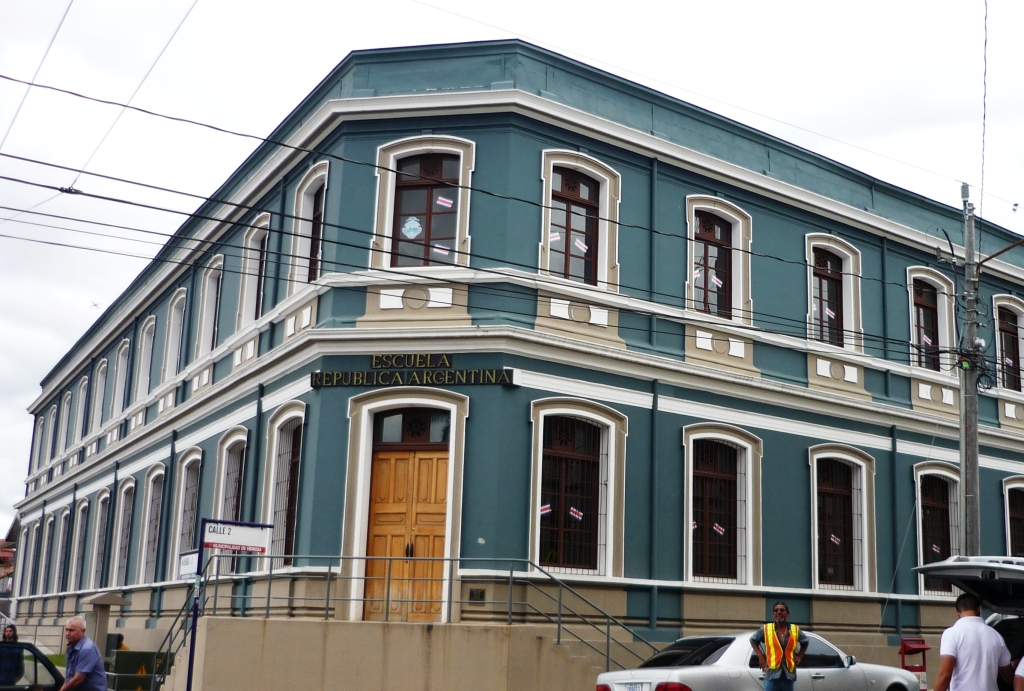
Edificio de Escuela República Argentina restaurada para centro cultural
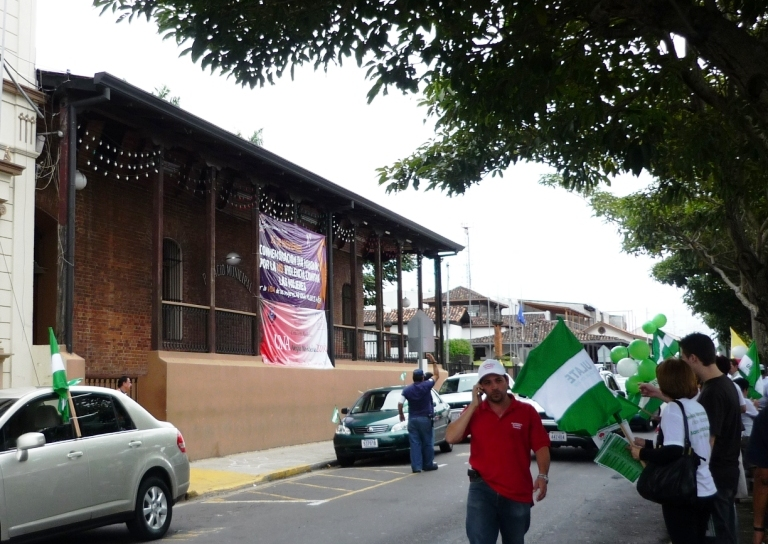
Edificio central del Municipio de Heredia
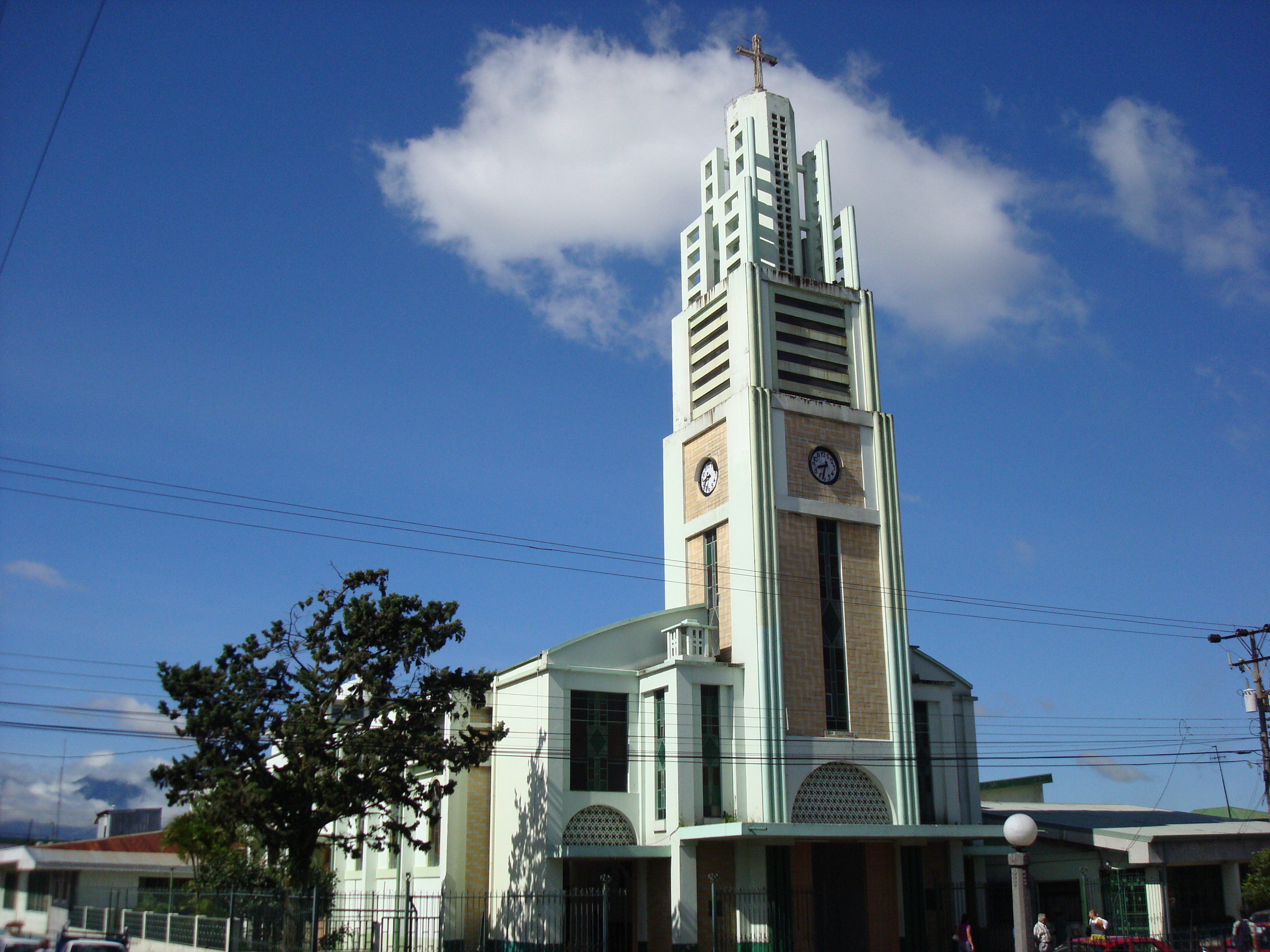
Iglesia de los Ángeles.
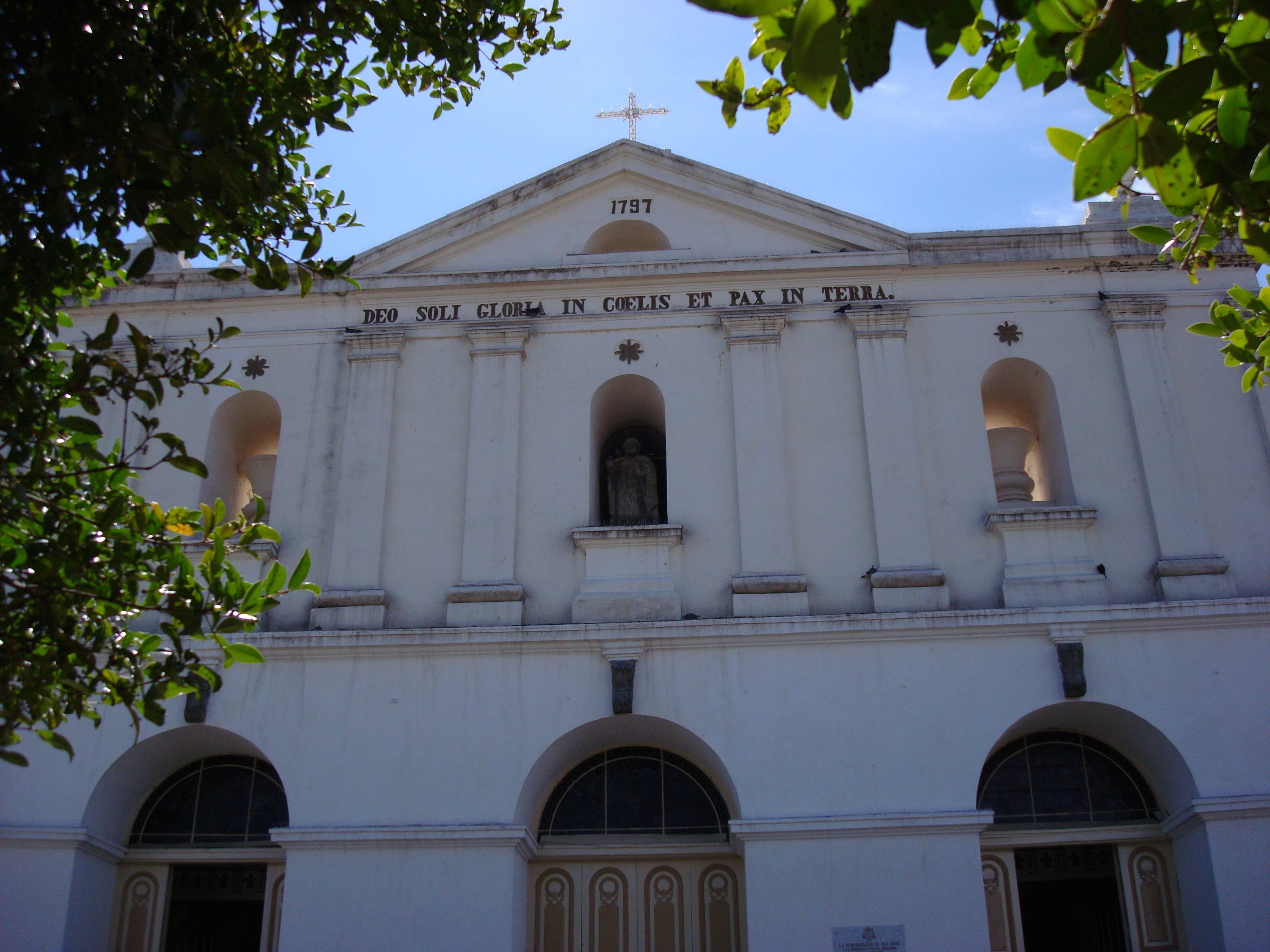
Iglesia la Inmaculada.
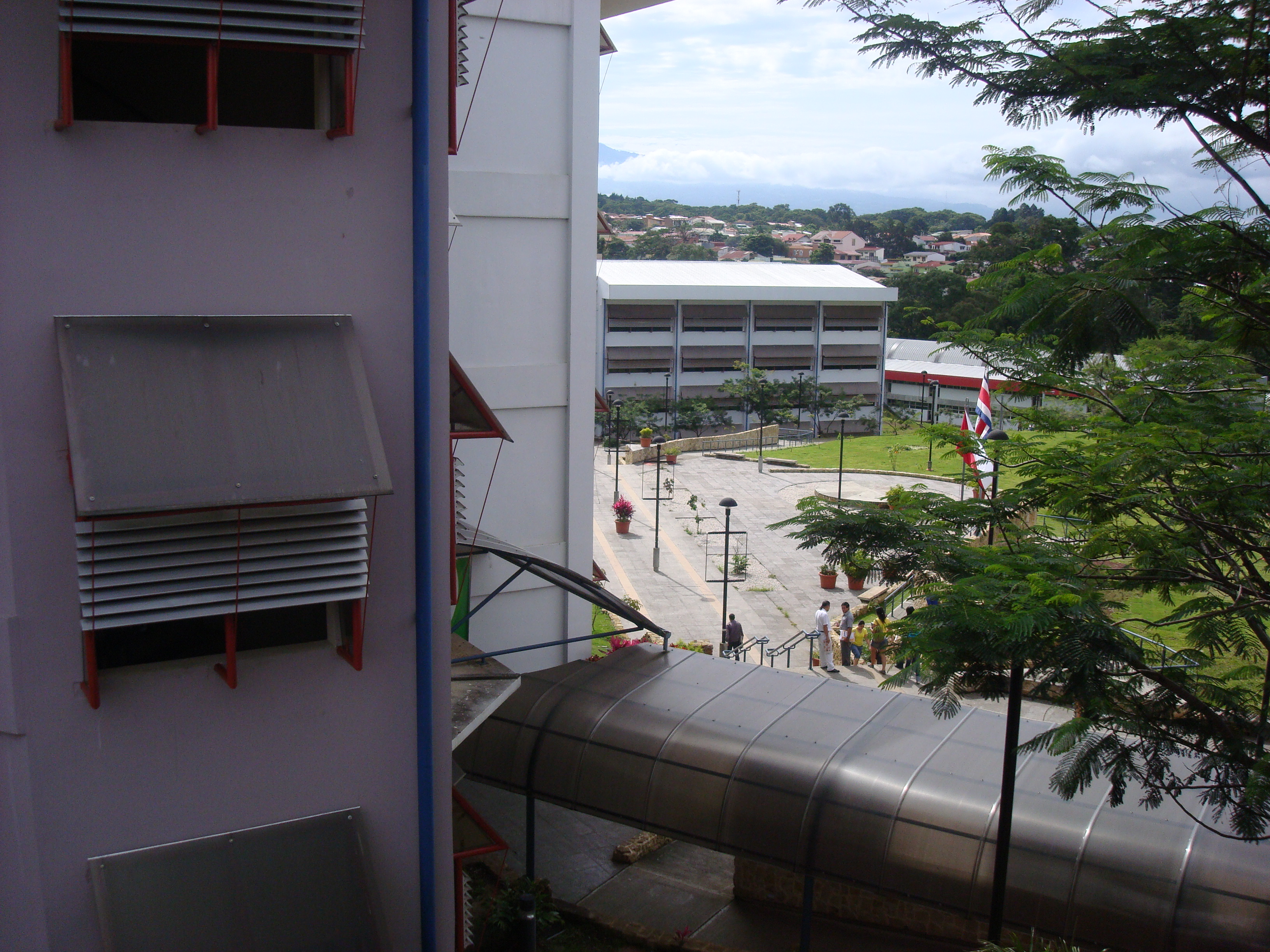
Universidad Nacional (UNA).